# Planochelas
Genre
Planochelas est un genre d'araignées aranéomorphes de la famille des Trachelidae.

## Distribution
Les espèces de ce genre se rencontrent en Afrique subsaharienne.

## Liste des espèces
Selon World Spider Catalog (version 20.5, 29/07/2019) :
- Planochelas botulus Lyle & Haddad, 2009
- Planochelas brevis Khoza & Lyle, 2019
- Planochelas dentatus Lyle & Haddad, 2009
- Planochelas haddadi Khoza & Lyle, 2019
- Planochelas jocquei Khoza & Lyle, 2019
- Planochelas neethlingi Khoza & Lyle, 2019
- Planochelas purpureus Lyle & Haddad, 2009

## Publication originale
- Lyle & Haddad, 2009 : Planochelas, a new genus of tracheline sac spiders from West and Central Africa (Araneae: Corinnidae). Annals of the Transvaal. Museum, vol. 46, p. 91-100.